# Mijvodne (Mijvodne), Ciornomorske
Mijvodne (în ucraineană Міжводне) este localitatea de reședință a comunei Mijvodne din raionul Ciornomorske, Republica Autonomă Crimeea, Ucraina.

## Demografie
Componența lingvistică a localității Mijvodne
     Rusă (69,44%)
     Tătară crimeeană (16,35%)
     Ucraineană (12,78%)
     Alte limbi (0,33%)
Conform recensământului din 2001, majoritatea populației localității Mijvodne era vorbitoare de rusă (69,44%), existând în minoritate și vorbitori de tătară crimeeană (16,35%) și ucraineană (12,78%).